# Gaëtan Paquiez
Gaëtan Paquiez (Valréas, 15 febbraio 1994) è un calciatore francese, difensore del Grenoble.

## Caratteristiche tecniche
È un terzino destro.

## Carriera
Cresciuto nelle giovanili del Nîmes, ha esordito in prima squadra il 5 dicembre 2015 in occasione del match di Coppa di Francia perso 1-0 contro il Moulins.

## Statistiche

### Presenze e reti nei club
Statistiche aggiornate al 26 ottobre 2023.
| Stagione        | Squadra         | Campionato      | Campionato | Campionato | Coppe nazionali | Coppe nazionali | Coppe nazionali | Coppe continentali | Coppe continentali | Coppe continentali | Altre coppe | Altre coppe | Altre coppe | Totale | Totale | Totale |
| Stagione        | Squadra         | Comp            | Pres       | Reti       | Comp            | Pres            | Reti            | Comp               | Pres               | Reti               | Comp        | Pres        | Reti        | Pres   | Reti   |        |
| --------------- | --------------- | --------------- | ---------- | ---------- | --------------- | --------------- | --------------- | ------------------ | ------------------ | ------------------ | ----------- | ----------- | ----------- | ------ | ------ | ------ |
| 2012-2013       | Nîmes 2         | CFA2            | 3          | 0          |                 | -               | -               |                    | -                  | -                  |             | -           | -           | 3      | 0      |        |
| 2013-2014       | Nîmes 2         | CFA2            | 19         | 0          |                 | -               | -               |                    | -                  | -                  |             | -           | -           | 19     | 0      |        |
| 2014-2015       | Nîmes 2         | CFA2            | 23         | 2          |                 | -               | -               |                    | -                  | -                  |             | -           | -           | 23     | 2      |        |
| 2015-2016       | Nîmes 2         | CFA2            | 10         | 0          |                 | -               | -               |                    | -                  | -                  |             | -           | -           | 10     | 0      |        |
| 2016-2017       | Nîmes 2         | CFA2            | 6          | 0          |                 | -               | -               |                    | -                  | -                  |             | -           | -           | 6      | 0      |        |
| 2017-2018       | Nîmes 2         | N3              | 2          | 0          |                 | -               | -               |                    | -                  | -                  |             | -           | -           | 2      | 0      |        |
| 2018-2019       | Nîmes 2         | N2              | 1          | 0          |                 | -               | -               |                    | -                  | -                  |             | -           | -           | 1      | 0      |        |
| Totale Nîmes II | Totale Nîmes II | Totale Nîmes II | 64         | 2          |                 | -               | -               |                    | -                  | -                  |             | -           | -           | 64     | 2      |        |
| 2015-2016       | Nîmes           | L2              | 17         | 0          | CF+CdL          | 1+0             | 0               |                    | -                  | -                  |             | -           | -           | 18     | 0      |        |
| 2016-2017       | Nîmes           | L2              | 22         | 0          | CF+CdL          | 0+1             | 0               |                    | -                  | -                  |             | -           | -           | 23     | 0      |        |
| 2017-2018       | Nîmes           | L2              | 24         | 0          | CF+CdL          | 3+1             | 1+0             |                    | -                  | -                  |             | -           | -           | 28     | 1      |        |
| 2018-2019       | Nîmes           | L1              | 20         | 0          | CF              | -               | -               |                    | -                  | -                  |             | -           | -           | 20     | 0      |        |
| 2019-2020       | Nîmes           | L1              | 21         | 0          | CF+CdL          | 2+2             | 0+0             |                    | -                  | -                  |             | -           | -           | 25     | 0      |        |
| 2020-2021       | Nîmes           | L1              | 16         | 0          | CF              | 1               | 0               |                    | -                  | -                  |             | -           | -           | 17     | 0      |        |
| 2021-2022       | Nîmes           | L2              | 30         | 0          | CF              | 3               | 0               |                    | -                  | -                  |             | -           | -           | 33     | 0      |        |
| Totale Nîmes    | Totale Nîmes    | Totale Nîmes    | 150        | 0          |                 | 14              | 1               |                    | -                  | -                  |             | -           | -           | 164    | 1      |        |
| 2022-2023       | Grenoble        | L2              | 22         | 0          | CF              | 5               | 0               |                    | -                  | -                  |             | -           | -           | 27     | 0      |        |
| 2023-2024       | Grenoble        | L2              | 9          | 0          | CF              | -               | -               |                    | -                  | -                  |             | -           | -           | 9      | 0      |        |
| Totale Grenoble | Totale Grenoble | Totale Grenoble | 31         | 0          |                 | 5               | 0               |                    | -                  | -                  |             | -           | -           | 36     | 0      |        |
| Totale carriera | Totale carriera | Totale carriera | 245        | 2          |                 | 19              | 1               |                    | -                  | -                  |             | -           | -           | 264    | 3      |        |